# Ansitz Madleinhof

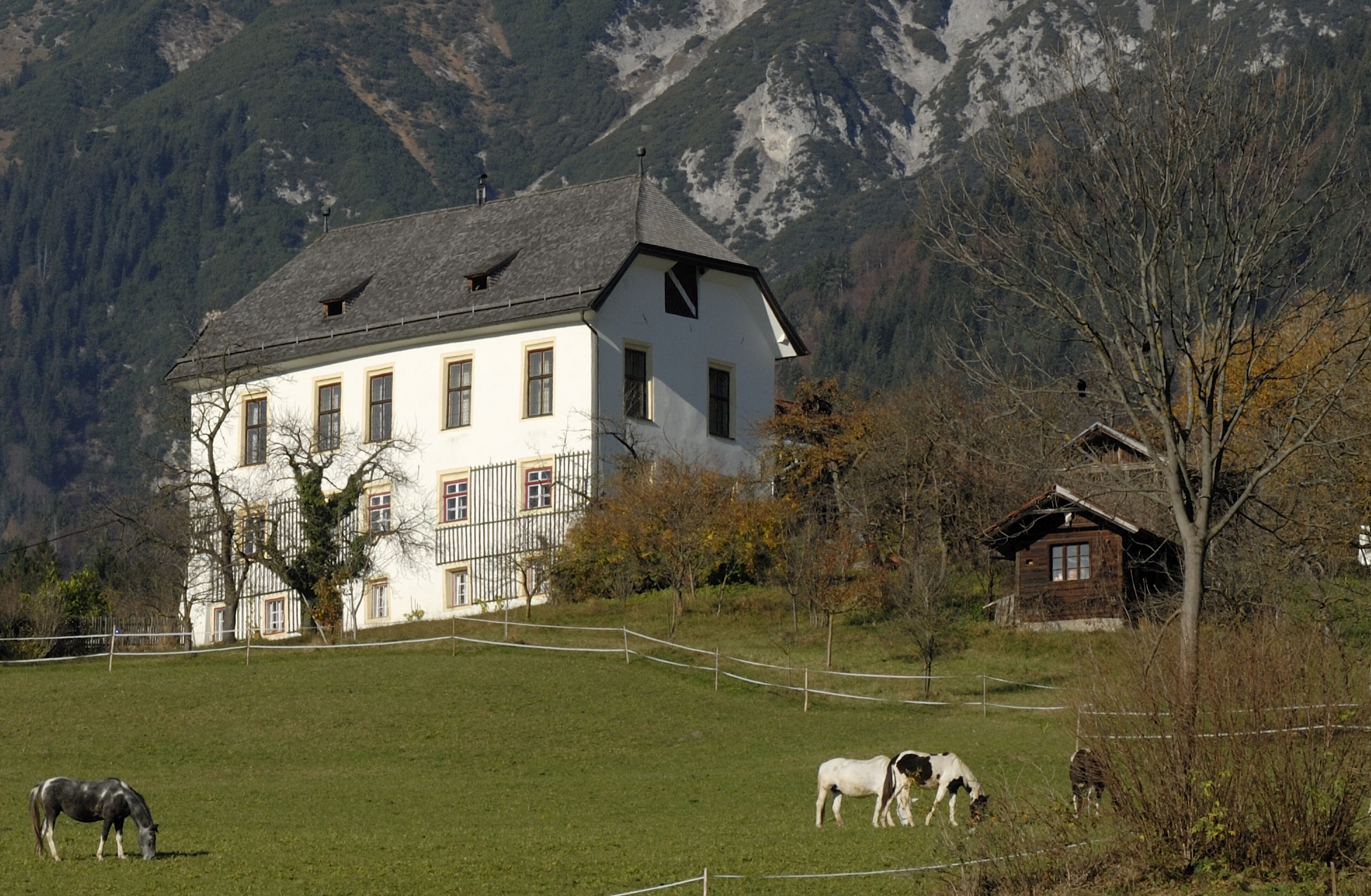
Ansitz Madleinhof

Der Ansitz Madleinhof (auch unter dem Namen Rumer Schlößl bekannt) befindet sich in der Gemeinde Thaur im Bezirk Innsbruck-Land von Tirol (Madleinweg 15). Der Name des Hofes geht auf einen alten Flurnamen zurück, da in einer Urkunde von 1493 von einem Weg die Rede ist, der hinter Madleins herabführt. Die Bezeichnung Rumer Schlößl hängt mit der Nähe zum Ort Rum zusammen.

## Geschichte
Erstmals wird der Ansitz 1493 als Besitz der Familie Fieger von Melans erwähnt. 1605 kam er in den Besitz der Jesuiten, die den Ansitz als Sommerresidenz der Haller Ordensniederlassung verwendeten. 1605 bewirbt sich der Rektor der Gesellschaft Jesu zu Hall um Steuerfreiheit für diesen Hof. Im Pestjahr 1611 diente er den Jesuiten als Zufluchtsort. 1667 wurde der Ansitz wieder veräußert und die Jesuiten zogen in das Thöml-Schlössl, das ihrer Haller Niederlassung näher lag. Nach verschiedenen Besitzern erbte das Schloss zu Madlein 1784 Johann Gabriel Umhaus(er), Kurat zu Ridnaun, der ihn an die heutige Besitzerfamilie weiterverkaufte, sich aber die lebenslange Nutzung als Sommerfrische vorbehielt. Am Beginn des 17. Jahrhunderts wurde der Ansitz von den Jesuiten barockisiert, wobei eine Aufstockung durch eine Beletage mit hohen Fenstern erfolgte.

## Ansitz Madleinhof heute
Der Ansitz ist im Kern ein spätgotischer Bau. Er ist ein dreigeschoßiger und an der talwärtigen Schauseite ein fünfachsiger Bau des Frühbarocks (Unterkellerung und Aufstockung). Die Schmalseite ist nur zweiachsig ausgebildet. Ein aus der Mitte gegen Westen verschobenes Rundportal öffnet sich zu einer geräumigen Vorhalle mit Stichkappengewölben. Im ersten Obergeschoß ist eine durchgehende gotische Bohlen-Balkendecke vorhanden, die in das 16. Jahrhundert datiert werden kann (frühestens 1560/70 bis gegen 1600); dieses Stockwerk ist wesentlich niedriger als das später hinzugekommene zweite Obergeschoß. Der Bau ist mit einem Walmdach gedeckt und besitzt eine Hauskapelle, die im 18. Jahrhundert nachträglich in einem Zimmer eingerichtet wurde. Gegen Norden hin sind die teils modernisierten Wirtschaftstrakte angeordnet, gegen Süden liegen ein Nutz- und Ziergarten.
Gegenwärtiger Besitzer ist Josef Brunner, der hier eine Pferdezucht und den Verkauf von Stutenmilch betreibt.